# Marceline van Furth
Anne Marceline van Furth (Haarlem, mei 1960) is een Nederlands gewoon hoogleraar kindergeneeskunde.

## Biografie
Van Furth is een dochter van hoogleraar Interne geneeskunde-infectieziekten prof. dr. Ralph van Furth (1929-2018) en Anne Ghilaine Henriette (Ghi) Vreede (1930-2014), telg uit het geslacht Vreede. Ze studeerde geneeskunde aan de Vrije Universiteit Amsterdam en specialiseerde zich daarna tot kinderarts in het Juliana Kinderziekenhuis te Den Haag. Ze promoveerde in 1996 te Leiden op Inhibition of cytokine production, relevance for bacterial meningitis. In 1999 werkte ze mee aan het Werkboek infectieziekten bij kinderen, een uitgave van de Sectie Infectieziekten van de Nederlandse Vereniging voor Kindergeneeskunde. Per 1 oktober 2009 werd ze hoogleraar in de kindergeneeskunde aan het VUmc, in het bijzonder op het gebied van Infectieziekten. Aan de VU is ze tevens sinds 2009 de vijfde Desmond Tutu Professor waarbij zij zich richt op de behandeling van tuberculeuze meningitis bij kinderen in Zuid-Afrika. Ze inaugureerde op 28 januari 2010 met Kinderen en infecties; balanceren op het slappe koord. In 2013 redigeerde ze mede Infectieziekten en afweerstoornissen bij kinderen. Ze werkte mee aan tientallen artikelen, met name over infectieziekten, en meningitis. 

### Privé
Prof. dr. A.M. van Furth is sinds december 2015 getrouwd met Mpho Tutu van Furth, dochter van Desmond Tutu; beiden hebben ze kinderen uit eerdere huwelijken. Na het huwelijk mocht Tutu van de South African Anglican Church niet meer als predikant in Zuid-Afrika werken.